# Biserica de lemn din Socet

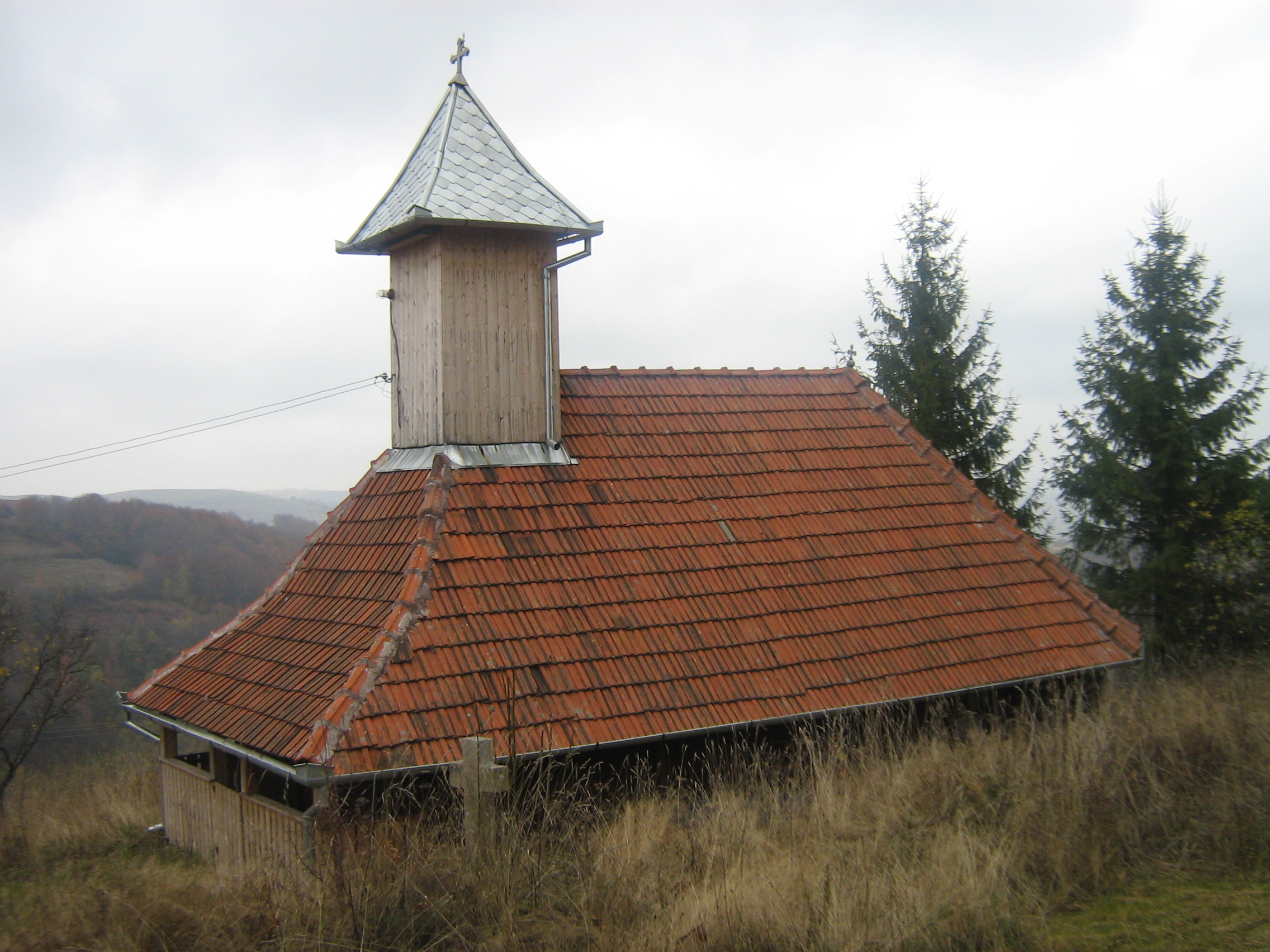
Biserica de lemn „Cuvioasa Paraschiva” din Socet, comuna Cerbăl, județul Hunedoara, foto: octombrie 2008.

Biserica de lemn din Socet, comuna Cerbăl, județul Hunedoara a fost ctitorită în secolul XVII. Are hramul „Sf.Cuvioasă Paraschiva” (14 octombrie).

## Istoric și trăsături
Tradiția îi fixeaza începuturile în anul 1659, cronologie care ar corespunde întru totul planimetriei edificiului (un dreptunghi cu terminația răsăriteană pentagonală, nedecrosată) și modestiei proporțiilor sale. Pronaosul, precedat de un pridvor deschis amplu, este suprapus de o clopotniță miniaturală târzie, cu un coif piramidal, învelit în tablă; în rest, s-a folosit țigla. Suprafața interioară a bârnelor a fost tencuită, ascunzându-se astfel privirilor o zestre picturală afectată de scurgerea timpului; cea exterioară, rămasă aparentă, oferă imaginea unor iscusite îmbinări în coadă de rândunică. Anul 1793, săpat în pragul de sus al intrării, consemnează un amplu șantier de restaurare; alte reparații s-au desfășurat în 1937 și 2007. Edificiul figurează atât în tabelele comisiilor de recenzare din anii 1733, 1750, 1761-1762, 1805 și 1829-1831, cât și pe harta iosefină a Transilvaniei (1769-1773). 